# Euryophion latipennis
Euryophion latipennis là một loài tò vò trong họ Ichneumonidae.